# Церковь Апостола Филиппа (Шарджа)

Церковь апостола Филиппа в Шардже.

Це́рковь свято́го апо́стола Фили́ппа — православный храм в Шардже (Объединённые Арабские Эмираты). Храм относится к Русской православной церкви, является первым русским православным храмом на Аравийском полуострове. 
Настоятель — архимандрит Александр (Заркешев).

## История

### Первые богослужения
История прихода начинается с 2000 года, когда настоятель Свято-Николаевского Собора в Тегеране (Иран) игумен Александр (Заркешев) начинает приезжать в ОАЭ и совершать регулярные православные богослужения для русскоязычной общины. В мае 2004 года митрополит Смоленский и Калининградский Кирилл с делегацией посетил Объединённые Арабские Эмираты. В рамках визита митрополит встретился с правителем эмирата Шарджа шейхом Султаном бин Мухаммадом аль-Касеми. На встрече была достигнута договоренность о выделении земельного участка под строительство русского православного храма.
Православный приход святого апостола Филиппа был учреждён решением Священного Синода 27 декабря 2005 года. Духовное окормление возложено на настоятеля Свято-Николаевского прихода в Тегеране игумена Александра (Заркешева). Официальная регистрация прихода муниципалитетом Шарджи состоялась в марте 2007 года. Поскольку отдельный храм ещё не был построен, то богослужения для прихожан совершались в зданиях других церквей:
- в греческом православном храме святителя Николая Чудотворца в Абу-Даби,
- в англиканском храме Святой Троицы в Дубае,
- в армянском храме в Шардже[1].

### Строительство храма
Вскоре после регистрации прихода, в апреле 2007 года, правитель эмирата Шарджа доктор Султан бин Мухаммад аль-Касими выделил приходу земельный участок под строительство храма общей площадью почти 2 гектара.
Закладку храмового комплекса 9 сентября 2007 года совершил Председатель отдела внешних церковных связей Московского Патриархата митрополит Смоленский и Калининградский Кирилл в присутствии наследного принца эмирата Шарджа шейха Исама бин Сагра аль-Касими. Строительство храма производилось на средства, пожертвованные Ю. Г. Сидоренко, ставшим ктитором (строителем) храма.
Первое богослужение в церкви состоялось на Рождество Христово 7 января 2011 года, а 2 июня на купола храма были установлены золотые кресты. После завершения 20 июля работ по установке иконостаса, 13 августа 2011 года состоялось открытие русского православного храма и первое торжественное богослужение.

## Архитектура, убранство храмового комплекса
Храмовый комплекс был построен по проекту архитектора Ю. В. Кирса, утверждённому 26 апреля 2007 года правителем Шарджи шейхом доктором Султаном бин Мухаммадом Аль-Касими.
Православный комплекс состоит из пятикупольного шатрового храма и трехэтажного культурно-просветительского центра, которые связаны между собою крытым переходом со звонницей. В оформлении церкви сочетаются элементы, присущие различным русским архитектурным школам.
Роспись храма и иконостаса выполнена художниками Александром и Екатериной Ивановыми. В куполе храма находится фреска, изображающая благословляющего Спасителя. Храмовая икона святого апостола Филиппа была написана супругой ктитора Еленой Сидоренко.

## Культурно-просветительский центр
Начало деятельности культурно-просветительского центра следует считать с 3 июня 2012 года, когда в нём была открыта картинная галерея. Экспозицию составили 23 картины современных украинских и российских художников на евангельские и церковно-исторические сюжеты. Кроме того, в центре представлена подаренная в 2010 году патриархом коллекция художественных голограмм христианских святынь и дарственный буклет «Христианские святыни».